# Crono delle Nazioni 2006
La Crono delle Nazioni 2006, venticinquesima edizione della corsa e valida come evento dell'UCI Europe Tour 2007 categoria 1.1, si svolse il 15 ottobre 2006 su un percorso di 47,8 km. Fu vinta dal lettone Raivis Belohvoščiks che giunse al traguardo con il tempo di 1h00'02", alla media di 48,114 km/h.

## Classifica (Top 10)
| Pos. | Corridore           | Squadra        | Tempo    |
| ---- | ------------------- | -------------- | -------- |
| 1    | Raivis Belohvoščiks | CB Immobiliare | 1h00'02" |
| 2    | Brian Vandborg      | CSC            | a 27"    |
| 3    | Matti Helminen      | Profel Ziegler | a 1'51"  |
| 4    | Vladimir Gusev      | Discovery Ch.  | a 2'01"  |
| 5    | Stef Clement        | Bouygues Tél.  | a 2'06"  |
| 6    | Jurij Krivcov       | AG2R Prév.     | a 2'36"  |
| 7    | Aivaras Baranauskas | Fassa Bortolo  | a 2'38"  |
| 8    | Nicolas Fritsch     | Agritubel      | s.t.     |
| 9    | Manuel Quinziato    | Liquigas       | a 2'41"  |
| 10   | Thomas Voeckler     | Bouygues Tél.  | a 2'47"  |